# Dystopia (hudební skupina)
Dystopia byla americká hardcore punková skupina, která vznikla v roce 1991 v Orange County v Kalifornii. Byli populární na heavymetalové i punkové scéně, z velké části díky ponuré, misantropické obraznosti kapely. Texty kapely často reflektovaly lidské emoce a aktuální společenská či politické témata, jako jsou ochrana životního prostředí, rasová rovnost a práva zvířat.

## Členové
- Todd Kiessling – basová kytara (Confrontation, Mange, Agrimony, Kontraklasse, Sour Vein, Screaming Fetus, Sex Powers)
- Matt „Mauz“ Parrillo – kytara, zpěv (Cantankerous, Mindrot, Medication Time, Nigel Pepper Cock, Drain the Sky, John the Baker and the Malnourished, Kicker)
- Anthony „Dino“ Sommese – bicí, zpěv (Carcinogen, Ghoul, Asunder, Lachrymose, Insidious, Noothgrush)

### Bývalí členové
- Dan Kaufman – zpěv (1991–1993) (Mindrot, Eyes of Fire, Destroy Judas)
- Phil Martinez – bicí (1991) (Phobia, Apocalypse)

## Diskografie
Studiová alba
- Dystopia (2008, Life Is Abuse)

EP
- Human = Garbage (1994, Life Is Abuse/Misanthropic Records)
- Backstabber (1997, Life Is Abuse/Misanthropic Records/Common Cause)
- The Aftermath (1999, Life Is Abuse/Misanthropic Records/Common Cause)

Živá alba
- Live in the Studio, demo tape (1992)

Split alba
- Dystopia/Grief (1993 Life Is Abuse/Misanthropic Records)
- Dystopia/Embittered (1993 Life Is Abuse/Misanthropic Records)
- Dystopia/Suffering Luna (1995 Life Is Abuse/Misanthropic Records)
- Dystopia/Skaven (1996 Life Is Abuse/Misanthropic Records)
- Twin Threat to Your Sanity (Bongzilla/Noothgrush/Corrupted/Dystopia) 2x7" vinyl (2001 Bad People Records)

Kompilace
- Human = Garbage (1994, Life Is Abuse/Misanthropic Records/Common Cause)
- The Aftermath (1999, Life Is Abuse/Misanthropic Records)